# Kim Nilsson (unihokeista)
Kim Nilsson (28 listopada 1988 r.) – szwedzki unihokeista.

## Kariera klubowa
- Farjestadens IBK
- Grasshopper Club Zurich

## Sukcesy

### Klubowe
- Puchar Mistrzów IFF - (1 x ): 2014

### Reprezentacyjne
- Mistrzostwa Świata U-19 w Unihokeju - (1 x ): 2005
- Mistrzostwa Świata w Unihokeju 
 - (2 x ): 2012, 2014 
 - (2 x ): 2010, 2016

Szczegółowa tabela występów w reprezentacji.
| Turniej                        | Rok  | M  | B  | A  | Pkt |
| ------------------------------ | ---- | -- | -- | -- | --- |
| Mistrzostwa Świata w unihokeju |      | 24 | 36 | 22 | 58  |
|                                | 2016 | 6  | 9  | 3  | 12  |
|                                | 2014 | 6  | 9  | 5  | 14  |
|                                | 2012 | 6  | 14 | 8  | 22  |
|                                | 2010 | 6  | 4  | 6  | 10  |